# Heterodontosauridae
Heterodontosauridae là một họ của bộ khủng long Ornithischian và có khả năng là một trong những thành viên nguyên thủy nhất của bộ này. Mặc dù hóa thạch của chúng tương đối hiếm và có số lượng nhỏ nhưng chúng sống ở khắp các châu lục ngoại trừ châu Úc và châu Nam Cực trong khoảng 100 triệu năm, từ kỉ Trias muộn đến kỷ Creta sớm (200 – 133 triệu năm trước).
Chúng là những con khủng long có chiều dài không quá 2 m (bao gồm một cái đuôi dài). Chúng được biết đến nhờ các kiểu răng đặc trưng của bộ khủng long hông chim, bao gồm răng nanh và răng má thích nghi với việc nhai, tương tự như họ khủng long mỏ vịt ở kỷ Phấn Trắng. Chúng ăn cỏ hoặc cũng có thể ăn tạp.

## Mô tả
Trong số các chi thuộc họ Heterodontosauridae, chỉ có Heterodontosaurus được biết đến với một bộ xương hoàn chỉnh. Những mảnh xương bị vỡ của Abrictosaurus cũng được biết đến nhưng chưa được mô tả đầy đủ, các chi khác của họ Heterodontosauridae chỉ được biết đến từ các mảnh hàm và răng. Chi Heterodontosaurus chỉ dài hơn 1 m, trong khi phần hóa thạch còn lại của Lycorhinus cho thấy có thể chúng dài hơn.
Chi Tianyulong từ Trung Quốc dường như bảo tồn sự tích hợp sợi đã được giải thích là một biến thể của lông động vật nguyên sinh được tìm thấy trong một số chi thuộc Theropod. Lông trên cơ thể chúng được phát hiện bao gồm một mào dọc theo đuôi.

### Sọ và răng

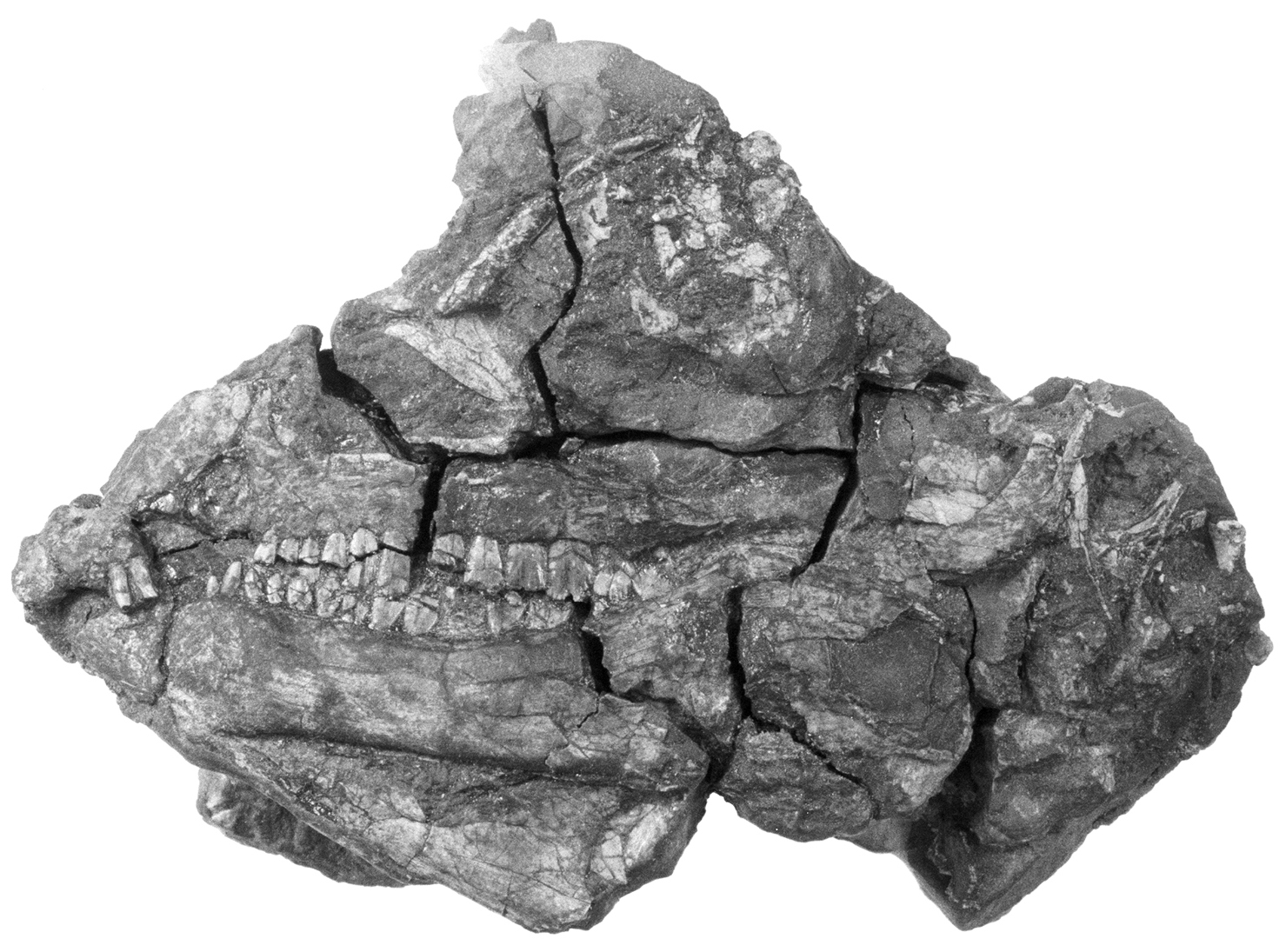
Sọ của Abrictosaurus

Cả Abrictosaurus và Heterodontosaurus đều có đôi mắt rất to. Bên dưới mắt, xương jugal chiếu sang một bên, một đặc điểm cũng có mặt trong các loài thuộc phân bộ Ceratopsia (khủng long mặt sừng). Như trong hàm của hầu hết các loài thuộc bộ Ornithischia (khủng long hông chim) thì trước rìa của xương ở mũi hàm trên không có răng và có lẽ được hỗ trợ một sừng mỏ nhưng Heterodontosauridae đã có răng ở sau phần xương đó. Một khoảng trống lơn giữa hai răng (trong tiếng Anh là diastema), đã tách những răng tiền này ra khỏi răng hàm trên (xương hàm trên chính) ở nhiều loài thuộc bộ Ornithischia, nhưng khoảng trống này được uốn cong ở họ Heterodontosauridae. Xương hàm dưới nghiêng cũng hỗ trợ một cái mỏ tương tự như cái được tìm thấy trên cặp xương sọ ở hàm trên. Heterodontosauridae được đặt tên cho kiểu động vật có nhiều hơn một kiểu răng như chúng (heterodont). Trong kỷ Jura Abrictosaurus, Heterodontosaurus và Lycorhinus, hai răng đầu tiên nhỏ và hình nón, trong khi răng thứ ba lớn hơn nhiều giống như răng nanh của động vật có vú là răng nanh (caniniform hay tusk trong tiếng Anh). Những răng nanh này có răng cưa ở cả cạnh trước và sau ở hàm của Heterodontosaurus và Lycorhinus, trong khi các răng của Abrictosaurus chỉ có phần cưa phía rìa trước. Ở Echinodon, có thể có hai răng nanh ở hàm trên, Fruitadens ở kỉ Jura muộn có thể có hai răng nanh thấp hơn trên mỗi hàm.

### Bộ xương
Giải phẫu sọ của Heterodontosaurus đã được mô tả rõ ràng, chúng thường được coi là có nguồn gốc sớm nhất trong họ Heterodontosauridae. Vì vậy không thể biết có bao nhiêu đặc điểm của nó giống các loài khác. Các rãnh deltopectoral phát triển tốt của xương cánh tay và khớp khuỷu tay nổi bật (nơi bám của các cơ kéo dài cẳng tay) của xương khuỷu chỉ ra rằng chân trước cũng mạnh mẽ. Bàn tay của chúng có năm ngón. Ngón đầu tiên lớn, đầu nhọn với một móng vuốt cong xoay vào trong khi chúng nắm tay lại; Robert Bakker gọi đó là "ngón tay cái xoắn". Ngón thứ hai dài nhất, dài hơn một chút so với ngón thứ ba; cả hai ngón này cũng đều có móng vuốt. Tuy nhiên, ngón thứ bốn và năm thì không có, móng ở hai ngón này rất nhỏ và đơn giản. Ở chân sau, xương chày dài hơn 30% so với xương đùi. Điều đó cho thấy tốc độ chạy của chúng rất lớn, có thể chạy thoát kẻ thù rượt đuổi. Xương chày và xương mác được hợp nhất với mắt cá và gót chân, tạo thành kiểu xương tibiofibiotarsus giống các loài chim hiện đại. Cũng tương tự như các loài chim, mắt cá chân và xương bàn chân đã được hợp nhất để tạo thành kiểu xương tarsometatarsus (xem ảnh ở bảng thông tin). Các chân sau của chúng có bốn ngón, chỉ có thứ hai, thứ ba và thứ bốn tiếp xúc với mặt đất. Đuôi, không giống như những họ thuộc bộ Ornithischia (khủng long hông chim) khác, không có quá trình tái tạo xương và gân để duy trì một tư thế linh hoạt.

## Phân bố

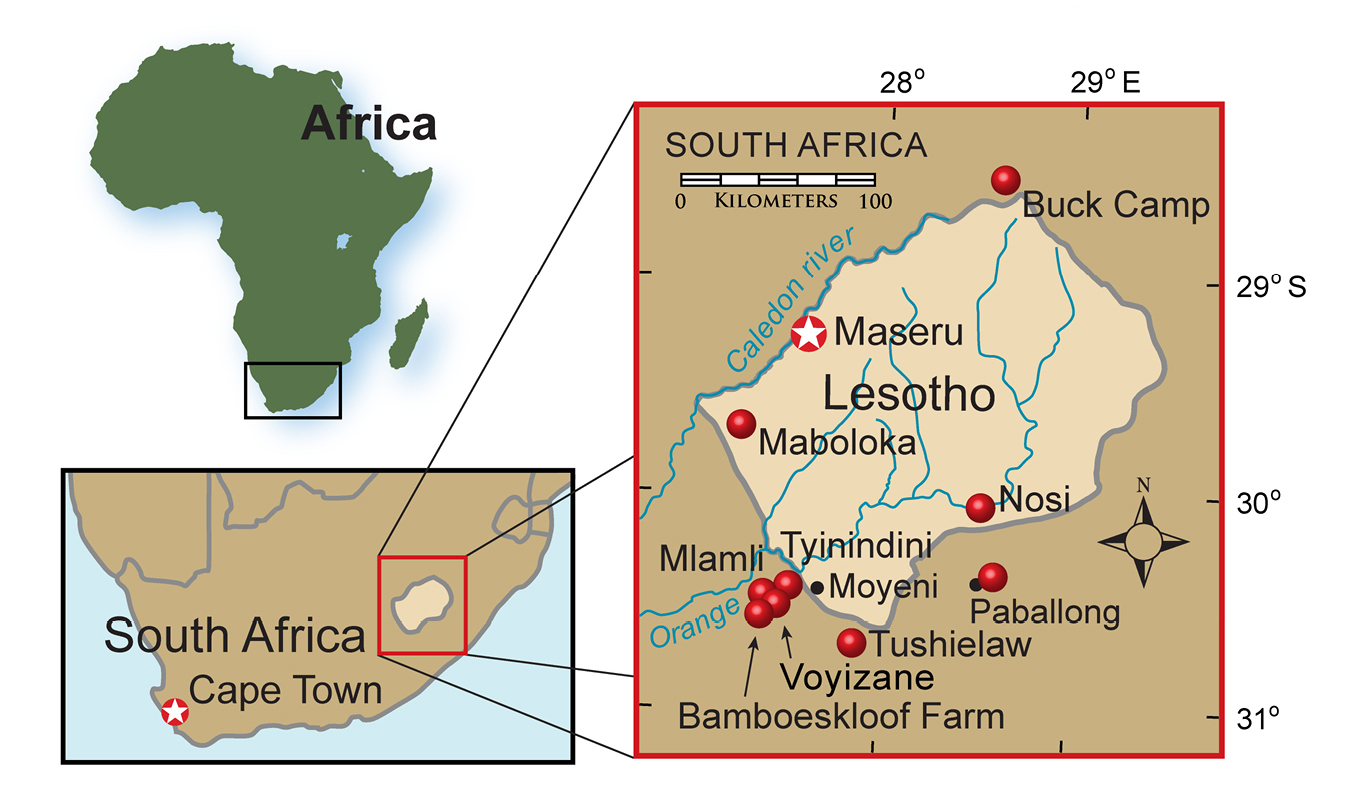
Nơi phân bố của Heterodontosauridae tại khu vực Nam Phi

Mặc dù ban đầu chỉ được biết đến từ kỷ Jura sớm ở miền nam châu Phi, nhưng Heterodontosauridae hiện được biết đến từ bốn lục địa. Thời kỳ đầu trong lịch sử dị hợp tử, siêu lục địa Pangea vẫn còn nguyên vẹn, cho phép họ này đạt được sự phân phối gần như trên toàn thế giới. Phần còn lại của Heterodontosauridae lâu đời nhất có thể là một mảnh hàm và răng bị cô lập từ hệ tầng Laguna Colorada của Argentina, xuất hiện từ kỉ Trias muộn. Những hóa thạch này có hình dạng tương tự như Heterodontosaurus, bao gồm một răng cưa với mặt cưa ở cả hai cạnh trước và sau, nhưng răng hàm trên cao không có cưa.  Irmis et al (2007) đã đồng ý rằng hóa thạch này đại diện cho một loại dị chất, nhưng tuyên bố rằng cần có nhiều hóa thạch hơn để xác định kĩ vì mẫu vật này được bảo quản kém. Nhưng Sereno (2012) chỉ tuyên bố rằng hóa thạch đó có thể là một chi thuộc bộ Khủng long hông chim. Olsen, Kent và Whiteside (2010) đã lưu ý rằng sự xác định thời gian của hệ tầng Laguna Colorada không rõ ràng và do đó, nó không được xác định một cách thuyết phục liệu Heterodontosaurus ở kỉ Trias hay Jura. Hệ động vật dị hợp tử đa dạng nhất đến từ kỷ Jura sớm ở miền nam châu Phi, nơi tìm thấy hóa thạch của Heterodontosaurus, Abrictosaurus, Lycorhinus và Geranosaurus.
Bắt đầu từ những năm 1970, rất nhiều hóa thạch được phát hiện từ hệ tầng Morrison gần Fruita, Colorado của Hoa Kỳ. Được mô tả trong bản in năm 2009, tài liệu này được đặt trong chi Fruitadens. Răng Heterodontosauridae thiếu phần cingulum cũng đã được mô tả từ sự hình thành kỷ Jura muộn và Creta sớm ở Tây Ban Nha và Bồ Đào Nha. Phần còn lại của Echinodon đã được thiết kế lại vào năm 2002, cho thấy nó có thể đại diện cho một chi Heterodontosauridae thể sống sót muộn từ giai đoạn Berriasian của kỷ Phấn trắng sớm ở miền Nam nước Anh. Dianchungosaurus từ kỷ Jura sớm ở Trung Quốc không còn được coi là một chi thuộc họ Heterodontosaurus; mặc dù một dạng ở châu Á còn tồn tại muộn được biết đến (Tianyulong).

## Phân loại

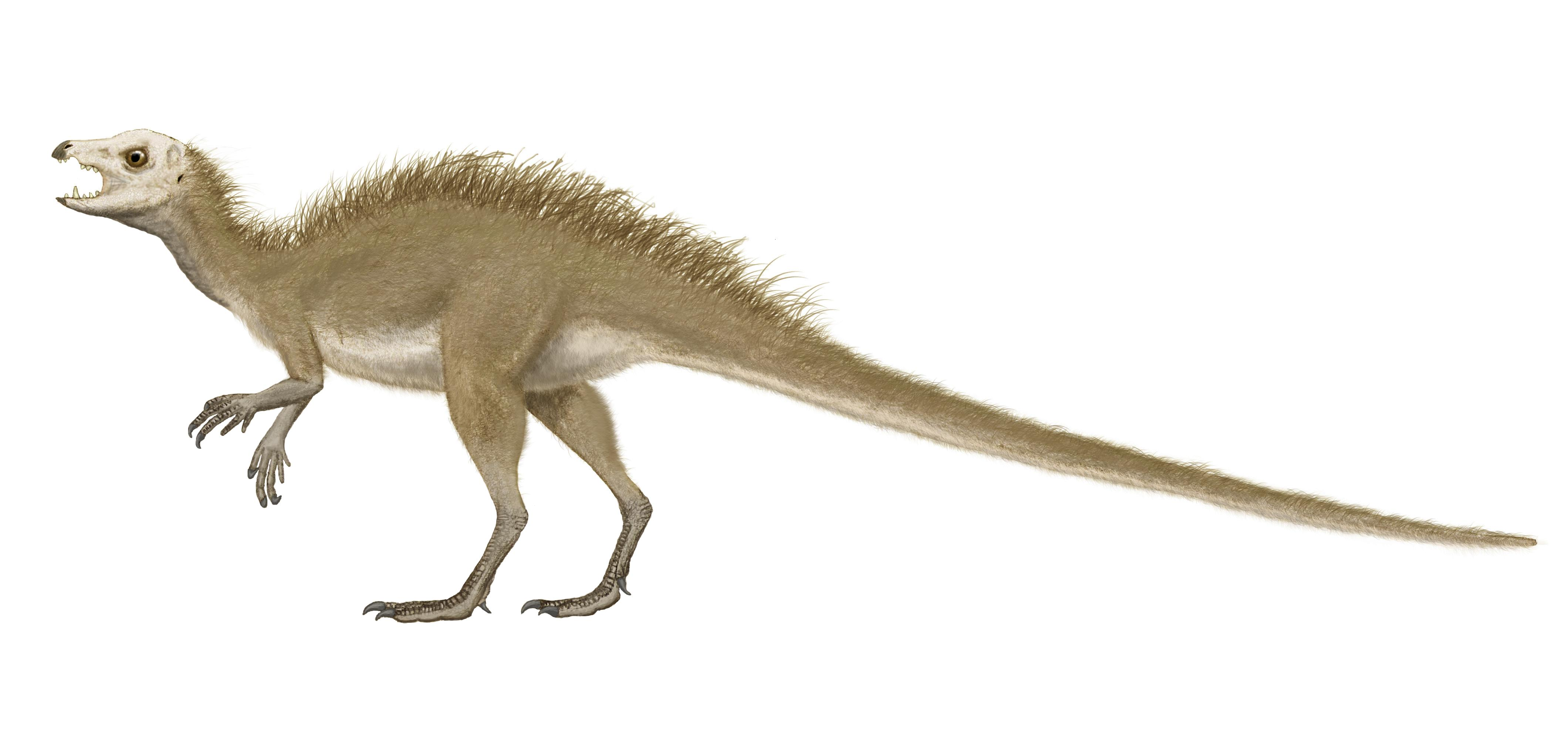
Ảnh phục hồi Fruitadens

Vào năm 2012, Paul Sereno  đề xuất sơ đồ sau đây cho họ Heterodontosauridae:

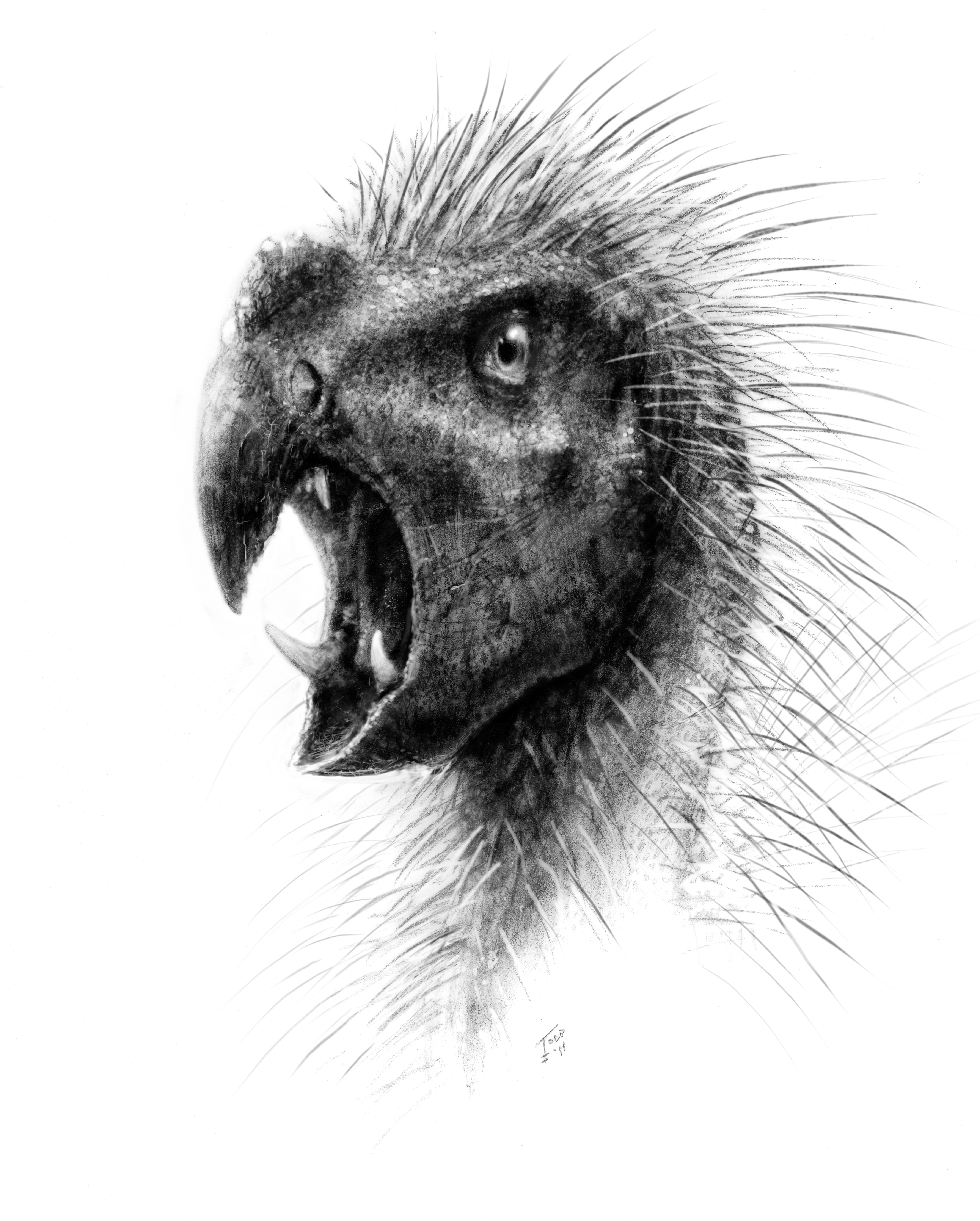
Ảnh phục hồi Pegomastax

|  | Echinodon  |
|  |            |
|  | Fruitadens |
|  |            |
|  | Tianyulong |
|  |            |

|  | Pegomastax |
|  |            |
|  | Manidens   |
|  |            |

|  | Abrictosaurus     |
|  |                   |
|  | Heterodontosaurus |
|  |                   |

|  | Pegomastax |
|  |            |
|  | Manidens   |
|  |            |

|  | Abrictosaurus     |
|  |                   |
|  | Heterodontosaurus |
|  |                   |

|  | Pegomastax |
|  |            |
|  | Manidens   |
|  |            |

|  | Abrictosaurus     |
|  |                   |
|  | Heterodontosaurus |
|  |                   |

|  | Pegomastax |
|  |            |
|  | Manidens   |
|  |            |

|  | Abrictosaurus     |
|  |                   |
|  | Heterodontosaurus |
|  |                   |

|  | Echinodon  |
|  |            |
|  | Fruitadens |
|  |            |
|  | Tianyulong |
|  |            |

|  | Pegomastax |
|  |            |
|  | Manidens   |
|  |            |

|  | Abrictosaurus     |
|  |                   |
|  | Heterodontosaurus |
|  |                   |

|  | Pegomastax |
|  |            |
|  | Manidens   |
|  |            |

|  | Abrictosaurus     |
|  |                   |
|  | Heterodontosaurus |
|  |                   |

|  | Pegomastax |
|  |            |
|  | Manidens   |
|  |            |

|  | Abrictosaurus     |
|  |                   |
|  | Heterodontosaurus |
|  |                   |

|  | Pegomastax |
|  |            |
|  | Manidens   |
|  |            |

|  | Abrictosaurus     |
|  |                   |
|  | Heterodontosaurus |
|  |                   |

|  | Mẫu NHM RU A100   |
|  |                   |
|  | Heterodontosaurus |
|  |                   |
|  | Lycorhinus        |
|  |                   |

|  | Fruitadens |
|  |            |
|  | Tianyulong |
|  |            |

|  | Mẫu NHM RU A100   |
|  |                   |
|  | Heterodontosaurus |
|  |                   |
|  | Lycorhinus        |
|  |                   |

|  | Fruitadens |
|  |            |
|  | Tianyulong |
|  |            |

|  | Mẫu NHM RU A100   |
|  |                   |
|  | Heterodontosaurus |
|  |                   |
|  | Lycorhinus        |
|  |                   |

|  | Fruitadens |
|  |            |
|  | Tianyulong |
|  |            |

|  | Mẫu NHM RU A100   |
|  |                   |
|  | Heterodontosaurus |
|  |                   |
|  | Lycorhinus        |
|  |                   |

|  | Fruitadens |
|  |            |
|  | Tianyulong |
|  |            |

## Cổ sinh vật học

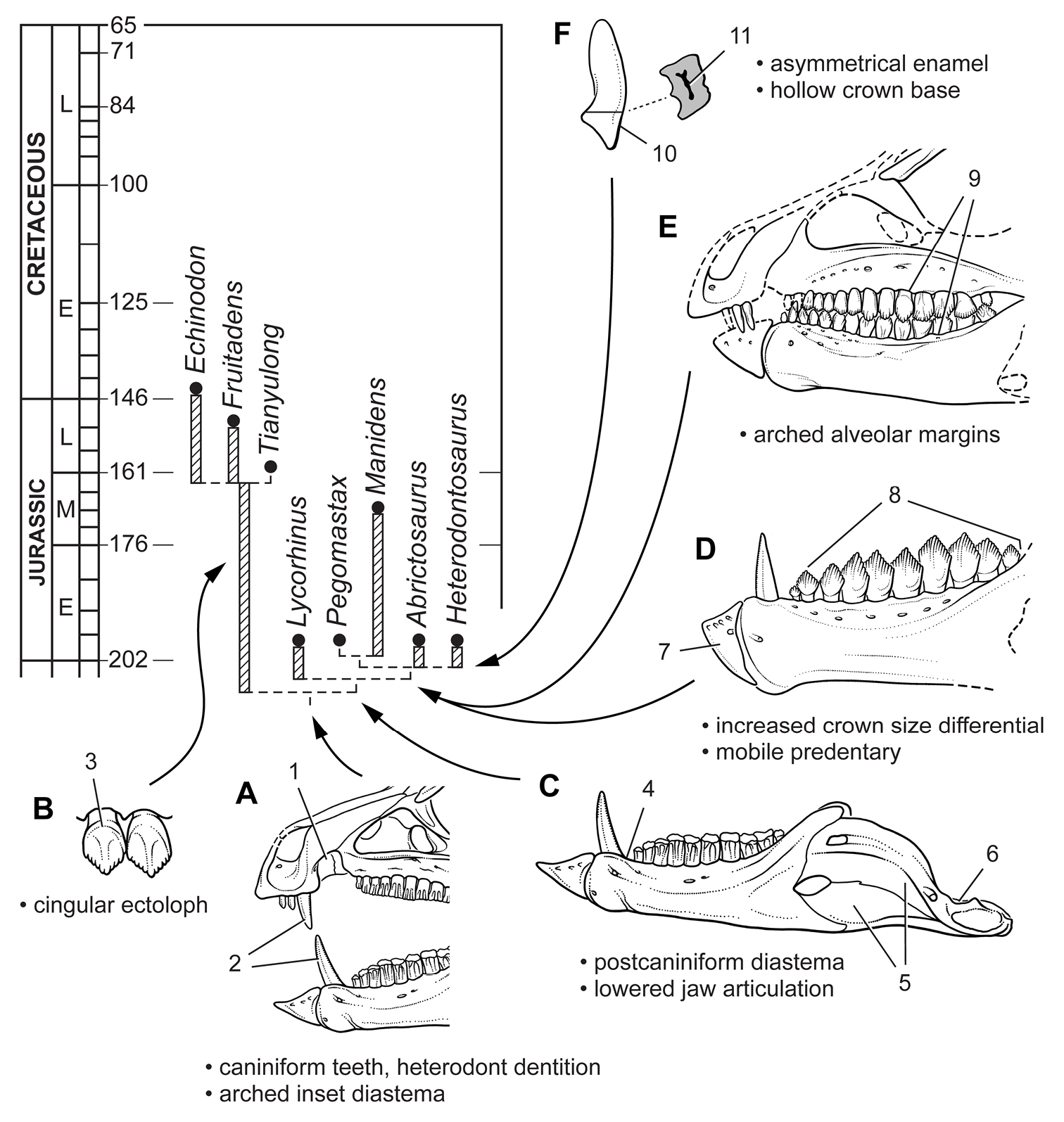
Tiến hóa của răng

Hầu hết các hóa thạch khác được tìm thấy trong các thành tạo địa chất đại diện cho môi trường khô cằn với môi trường bán khô cằn, bao gồm cả hệ tầng Thượng Elliot của Nam Phi và tầng Purbeck ở miền nam nước Anh. Một số người đã cho rằng các chi của họ Heterodontosauridae trải qua quá trình ngủ ''đông'' vào những khoảng thời gian khô nhất trong năm. Do thiếu răng thay thế trong hầu hết các hóa thạch, người ta đã đề xuất rằng toàn bộ bộ răng sẽ được thay thế trong thời gian ngủ này, vì dường như việc thay thế răng liên tục và lẻ tẻ một vài cái sẽ làm gián đoạn chức năng của hàm như một bề mặt nhai. Nhưng một số khác lại cho rằng đó là một sự hiểu lầm, chúng thực sự đã thay thế răng liên tục, mặc dù chậm hơn so với các loài bò sát khác, nhưng việc quét CT sọ từ một con Heterodontosaurus trưởng thành cho thấy nó không có răng thay thế.
Trong khi răng má của Heterodontosauridae thích nghi rõ ràng để nhai rễ hoặc cành cây cứng nhưng chế độ ăn uống của chúng có thể là ăn tạp. Điều này là bởi vì những chiếc răng tiền hàm rất nhọn và móng vuốt sắc, cong trên bàn chân trước, những đặc điểm đó rất dễ nhận biết là khủng long ăn thịt. Nó đã được gợi ý rằng từ lâu, chi trước mạnh mẽ của Heterodontosaurus rất hữu ích cho việc cào rách tổ côn trùng, tương tự như thú ăn kiến hiện đại. Các chi trước này cũng có thể có chức năng như các công cụ đào, chúng sẽ đào rễ cây hoặc củ để ăn.
So sánh chiều dài của chân trước so với chân sau cho thấy Heterodontosaurus đã đi bằng bốn chân. Tuy nhiên, chân trước được ''thiết kế'' cũng để nắm và không để nâng đỡ cơ thể. Nhiều đặc điểm của chân sau, bao gồm xương chày và bàn chân dài, cũng như sự hợp nhất của phần xương tibiotarsus và tarsometatarsus, chỉ ra rằng các chi thuộc Heterodontosauridae đã được điều chỉnh để chạy nhanh trên chân sau, vì vậy không chắc là Heterodontosaurus sẽ đứng bằng bốn chân khi ăn.
Những chiếc ngà ngắn được tìm thấy trong tất cả các chi của họ này được biết đến rất giống với ngà voi được tìm thấy ở hươu xạ, lợn lòi Pecari và lợn hiện đại. Trong những loài động vật này (cũng như voi biển và voi châu Á), đây là đặc điểm giới tính. Ví dụ như ngà chỉ tìm thấy ở con đực. Các mẫu vật của Abrictosaurus không có ngà nên ban đầu được mô tả là một con cái. Mặc dù điều này vẫn có thể xảy ra, nhưng đốt sống và mặt ngắn không được sử dụng chỉ ra rằng mẫu vật này đại diện cho một động vật chưa trưởng thành, trong khi mẫu vật thứ hai, lớn hơn của Abrictosaurus rõ ràng sở hữu ngà. Do đó, có thể là ngà chỉ được tìm thấy ở con trưởng thành, chứ không phải là một đặc điểm tình dục thứ cấp của con đực. Những chiếc ngà này có thể đã được sử dụng để chiến đấu hoặc để gây ấn tượng với các thành viên cùng loài hoặc với các loài khác. Các chức năng được đề xuất khác cho ngà bao gồm phòng thủ và sử dụng trong chế độ ăn uống đôi khi ăn tạp.
Năm 2005, một bộ xương hóa thạch hơn 200 triệu năm tuổi đã được phát hiện ở Nam Phi. Vào tháng 7 năm 2016, nó đã được quét bởi một nhóm các nhà nghiên cứu Nam Phi sử dụng Cơ sở bức xạ Synchrotron châu Âu; kết quả quét răng cho thấy xương vòm miệng dày chưa đến một mm.